# Artch
Artch est un groupe de heavy metal norvégien, originaire de Sarpsborg.

## Biographie
À l'origine formé en 1983 par le guitariste Cato André Olsen et le bassiste Bernt Jansen, le guitariste Geir Nilssen, le batteur Jørn Jamissen et le chanteur Lars Fladeby ne tardent pas à les rejoindre en 1984 pour former un groupe de rock local appelé Oxygen. Espen Hoff place Mr. Fladeby comme principal chanteur du groupe en 1985 mais décède lors d'un accident de moto la même année, et est alors remplacé par Eiríkur Hauksson en 1986,,. Depuis sa création, Artch compte paraître deux albums studio au label Metal Blade Records qui sont bien accueillis, particulièrement par la presse spécialisée britannique, mais les ventes sont désastreuses. Le batteur Jamissen quitte le groupe en 1991 et est remplacé par Gudmund Bolsgård.
Ils se réunissent de nouveau en 2000 après une période prolongée d'inactivité. En 2002, ils participent au Metal Meltdown IV au Asbury Park, du New Jersey. En 2004, le groupe fait paraître son premier DVD, Another Return: Live... and Beyond! ; un DVD sur lequel ils travaillent depuis début 2004. Eirikur Hauksson, désormais ancien chanteur du groupe, représente l'Islande au Concours Eurovision de la chanson 2007 avec la chanson Valentine Lost. Le line-up original se réunit de nouveau en été 2010.

## Discographie
- 1984 : Demo (démo)
- 1987 : Time Waits For No One (démo)
- 1988 : Another Return
- 1988 : Shoot to Kill / Reincarnation (single)
- 1984 : For the Sake of Mankind
- 2004 : Another Return - Live... and Beyond (DVD)